# 科捷利尼奇
58°18′N 48°20′E / 58.300°N 48.333°E
科捷利尼奇（俄语：Коте́льнич）是俄羅斯基洛夫州西部的一個城市、科捷利尼奇區行政中心，位於莫洛馬河注入維亞特卡河之處，距基洛夫西南124公里。2002年人口28,245人。
1143年建立，1181年改為現名。1780年設市。西伯利亞鐵路經過。